# Turna Mała
Turna Mała – wieś w Polsce położona w województwie podlaskim, w powiecie siemiatyckim, w gminie Siemiatycze.
W latach 1975–1998 miejscowość administracyjnie należała do województwa białostockiego.
Według Pierwszego Powszechnego Spisu Ludności z 1921 roku Turna Mała była wsią liczącą 21 domów i zamieszkałą przez 102 osoby (58 kobiet i 44 mężczyzn). Większość mieszkańców miejscowości (87 osób) zadeklarowała wówczas wyznanie prawosławne, pozostali podali kolejno: wyznanie rzymskokatolickie (8 osób) oraz wyznanie mojżeszowe (7 osób). Podział religijny mieszkańców miejscowości odzwierciedlał ich strukturę narodowościową, gdyż większość stanowili mieszkańcy narodowości białoruskiej (87 osób), pozostali natomiast zgłosili narodowość polską (8 osób) i narodowość żydowską (7 osób). W okresie międzywojennym miejscowość znajdowała się w powiecie bielskim.
Wierni kościoła rzymskokatolickiego należą do parafii Wniebowzięcia Najświętszej Maryi Panny w Siemiatyczach.